# Lista de prêmios e indicações recebidos por Lindsay Lohan
Lindsay Lohan é uma atriz, cantora, compositora, modelo e empresária estadunidense. Lindsay começou sua carreira como modelo com a agência Ford Models em 1989, aos três anos de idade. Na atuação, teve seu primeiro papel na televisão, no seriado "Another World" em 1996, com dez anos, mas logo migrou para o cinema com o lançamento da Disney "Operação Cupido" em 1998, aos doze anos. Na música, lançou seu primeiro single e álbum de estúdio em 2004 com a Casablanca Records, aos dezoito anos. No cinema e televisão, já atuou nos gêneros infantil, família, mistério, ficção, fantasia, drama, terror, erótico, suspense, romance, ação, comédia e humor negro. Em sua música, já utilizou influências de pop, alternativo, musical, dance, teen pop e rock. 
Lohan se tornou uma das figuras mais emblemáticas dos anos 2000 e da cultura pop, com sua influência partindo desde seus filmes de sucesso e vendas musicais com status de platina à suas polêmicas, problemas pessoais e controvérsias na mídia. A atriz acumula indicações nos prestigiados Critics' Choice Awards e SAG Awards, além de vitórias nos Hollywood Film Awards, Nickelodeon Kids' Choice Awards, Teen Choice Awards e MTV Movie Awards.

## Blockbuster Entertainment Awards
| Ano  | Recipiente      | Categoria                   | Resultado |
| ---- | --------------- | --------------------------- | --------- |
| 1999 | Operação Cupido | Revelação Feminina Favorita | Indicado  |

## Capri Hollywood International Film Festival
| Ano  | Recipiente    | Categoria           | Resultado |
| ---- | ------------- | ------------------- | --------- |
| 2007 | Lindsay Lohan | Prêmio Capri Global | Venceu    |

## Cinema United
| Ano  | Recipiente    | Categoria                | Resultado |
| ---- | ------------- | ------------------------ | --------- |
| 2025 | Lindsay Lohan | CinemaCon Vanguard Award | Venceu    |

## Critics' Choice Awards
| Ano  | Recipiente       | Categoria          | Resultado |
| ---- | ---------------- | ------------------ | --------- |
| 2005 | Meninas Malvadas | Melhor Atriz Jovem | Indicado  |
| 2007 | A Última Noite   | Melhor Elenco      | Indicado  |
| 2007 | Bobby            | Melhor Elenco      | Indicado  |

## Diversity Awards
| Ano  | Recipiente    | Categoria     | Resultado |
| ---- | ------------- | ------------- | --------- |
| 2005 | Lindsay Lohan | Garota 'Nova' | Venceu    |

## FHM
| Ano  | Recipiente    | Categoria                    | Resultado |
| ---- | ------------- | ---------------------------- | --------- |
| 2005 | Lindsay Lohan | Mulheres Mais Sexys do Mundo | 14° lugar |
| 2006 | Lindsay Lohan | Mulheres Mais Sexys do Mundo | 13° lugar |
| 2007 | Lindsay Lohan | Mulheres Mais Sexys do Mundo | 30° lugar |
| 2007 | Lindsay Lohan | Solteira Mais Elegível       | 6° lugar  |
| 2008 | Lindsay Lohan | Mulheres Mais Sexys do Mundo | 41° lugar |
| 2009 | Lindsay Lohan | Mulheres Mais Sexys do Mundo | 99° lugar |
| 2010 | Lindsay Lohan | Mulheres Mais Sexys do Mundo | 80° lugar |
| 2011 | Lindsay Lohan | Mulheres Mais Sexys do Mundo | 59° lugar |

## Gold Derby Film Awards
| Ano  | Recipiente     | Categoria     | Resultado |
| ---- | -------------- | ------------- | --------- |
| 2007 | A Última Noite | Melhor Elenco | Indicado  |

## Gotham Awards
| Ano  | Recipiente     | Categoria     | Resultado |
| ---- | -------------- | ------------- | --------- |
| 2006 | A Última Noite | Melhor Elenco | Indicado  |

## Hollywood Film Awards
| Ano  | Recipiente | Categoria       | Resultado |
| ---- | ---------- | --------------- | --------- |
| 2006 | Bobby      | Elenco do Ano   | Venceu    |
| 2006 | Bobby      | Atriz Revelação | Venceu    |

## International Fashion Film Awards
| Ano  | Recipiente                | Categoria                     | Resultado |
| ---- | ------------------------- | ----------------------------- | --------- |
| 2015 | Till Human Voices Wake Us | Prêmio do Júri - Melhor Filme | Venceu    |

## International Online Cinema Awards
| Ano  | Recipiente       | Categoria        | Resultado |
| ---- | ---------------- | ---------------- | --------- |
| 2005 | Meninas Malvadas | Melhor Revelação | Indicado  |

## Ischia Global Film & Music Festival
| Ano  | Recipiente     | Categoria     | Resultado |
| ---- | -------------- | ------------- | --------- |
| 2014 | Speed-the-Plow | Maior Retorno | Venceu    |

## Melbourne Underground Film Festival
| Ano  | Recipiente     | Categoria                           | Resultado |
| ---- | -------------- | ----------------------------------- | --------- |
| 2013 | Vale do Pecado | Melhor Filme Estrangeiro            | Venceu    |
| 2013 | Vale do Pecado | Melhor Atriz em Filme Internacional | Venceu    |

## MTV Awards

### MTV Asia Awards
| Ano  | Recipiente    | Categoria                 | Resultado |
| ---- | ------------- | ------------------------- | --------- |
| 2006 | Lindsay Lohan | Artista Feminina Favorita | Indicado  |

### MTV Millennial Awards (Brasil)
| Ano  | Recipiente    | Categoria        | Resultado |
| ---- | ------------- | ---------------- | --------- |
| 2019 | Lindsay Lohan | Voltou com Tudo! | Indicado  |

### MTV Movie & TV Awards
| Ano  | Recipiente                                | Categoria                 | Resultado |
| ---- | ----------------------------------------- | ------------------------- | --------- |
| 2004 | Sexta-Feira Muito Louca                   | Melhor Revelação Feminina | Venceu    |
| 2005 | Meninas Malvadas                          | Melhor Elenco             | Venceu    |
| 2005 | Meninas Malvadas                          | Melhor Atriz              | Venceu    |
| 2019 | Lindsay Lohan's Beach Club - A Dança LiLo | Melhor Momento de Meme    | Indicado  |

### MTV Video Music Awards
| Ano  | Recipiente | Categoria        | Resultado |
| ---- | ---------- | ---------------- | --------- |
| 2005 | Rumors     | Melhor Vídeo Pop | Indicado  |

### MTV TRL Awards
| Ano  | Recipiente    | Categoria                                 | Resultado |
| ---- | ------------- | ----------------------------------------- | --------- |
| 2004 | Lindsay Lohan | ID Falsa (Melhor Artista com Menos de 21) | Indicado  |
| 2004 | Lindsay Lohan | Melhor Apresentadora                      | Venceu    |
| 2005 | Lindsay Lohan | Melhor Apresentadora                      | Indicado  |
| 2005 | Lindsay Lohan | Rainha do Baile                           | Indicado  |
| 2005 | Lindsay Lohan | Primeira Dama                             | Venceu    |
| 2006 | Lindsay Lohan | ID Falsa (Melhor Artista com Menos de 21) | Indicado  |

## MVPA Awards
| Ano  | Recipiente | Categoria                 | Resultado |
| ---- | ---------- | ------------------------- | --------- |
| 2005 | Rumors     | Melhor Maquiagem          | Indicado  |
| 2005 | Rumors     | Melhor Colorista/Telecine | Indicado  |

## New York Short Film Festival
| Ano  | Recipiente                | Categoria    | Resultado |
| ---- | ------------------------- | ------------ | --------- |
| 2016 | Till Human Voices Wake Us | Melhor Filme | Venceu    |

## Nickelodeon Kids' Choice Awards
| Ano  | Recipiente                   | Categoria                | Resultado |
| ---- | ---------------------------- | ------------------------ | --------- |
| 2005 | Meninas Malvadas             | Atriz de Cinema Favorita | Indicado  |
| 2006 | Herbie - Meu Fusca Turbinado | Atriz de Cinema Favorita | Venceu    |
| 2006 | Herbie - Meu Fusca Turbinado | Filme Favorito           | Indicado  |

## Online Film & Television Association
| Ano  | Recipiente                                 | Categoria                    | Resultado |
| ---- | ------------------------------------------ | ---------------------------- | --------- |
| 1999 | Operação Cupido                            | Melhor Performance Revelação | Venceu    |
| 1999 | Operação Cupido                            | Melhor Atriz de Família      | Indicado  |
| 1999 | Operação Cupido                            | Melhor Performance Juvenil   | Indicado  |
| 2005 | Meninas Malvadas                           | Melhor Performance Juvenil   | Indicado  |
| 2007 | Frankie & Johnny (do filme A Última Noite) | Melhor Música                | Indicado  |

## One-Reeler Short Film Competition
| Ano  | Recipiente                | Categoria    | Resultado |
| ---- | ------------------------- | ------------ | --------- |
| 2016 | Till Human Voices Wake Us | Melhor Atriz | Venceu    |

## Premiere Women in Hollywood Awards
| Ano  | Recipiente    | Categoria                                     | Resultado |
| ---- | ------------- | --------------------------------------------- | --------- |
| 2005 | Lindsay Lohan | Prêmio Chanel Spotlight por Talento Emergente | Venceu    |

## PRISM Awards
| Ano  | Recipiente       | Categoria                                 | Resultado |
| ---- | ---------------- | ----------------------------------------- | --------- |
| 2008 | Ela é a Poderosa | Melhor Filme                              | Venceu    |
| 2008 | Ela é a Poderosa | Melhor Filme - Lançamento em Larga Escala | Venceu    |

## Radio Disney Music Awards
| Ano  | Recipiente                                         | Categoria                                                   | Resultado |
| ---- | -------------------------------------------------- | ----------------------------------------------------------- | --------- |
| 2003 | Lindsay Lohan                                      | Artista Mais Estilosa                                       | Indicado  |
| 2003 | Ultimate                                           | Melhor Música para Dançar                                   | Indicado  |
| 2003 | Ultimate                                           | Melhor Música pra Tocar Guitarra no Ar                      | Indicado  |
| 2004 | Drama Queen (That Girl)                            | Melhor Música de Filme                                      | Indicado  |
| 2004 | Drama Queen (That Girl)                            | Melhor Música para Assistir seu Pai Cantar                  | Venceu    |
| 2004 | Lindsay Lohan                                      | Melhor Novo Artista                                         | Indicado  |
| 2004 | Lindsay Lohan                                      | Melhor Atriz que Virou Cantora                              | Indicado  |
| 2004 | Lindsay Lohan                                      | Cantora Mais Estilosa                                       | Indicado  |
| 2005 | Lindsay Lohan                                      | Cantora Mais Estilosa                                       | Indicado  |
| 2005 | Lindsay Lohan                                      | Melhor Artista Feminina                                     | Indicado  |
| 2005 | Rumors                                             | Melhor Música                                               | Indicado  |
| 2005 | Rumors                                             | Melhor Música para Ouvir no Caminho da Escola               | Indicado  |
| 2005 | First                                              | Melhor Trilha Sonora                                        | Indicado  |
| 2006 | Confessions of a Broken Heart (Daughter to Father) | Melhor Toque de Telefone                                    | Indicado  |
| 2006 | Confessions of a Broken Heart (Daughter to Father) | Melhor Música para Tocar Enquanto Faz Dever de Casa         | Indicado  |
| 2006 | Confessions of a Broken Heart (Daughter to Father) | Melhor Música que Você Ouviu Um Milhão de Vezes e Ainda Ama | Indicado  |
| 2006 | Confessions of a Broken Heart (Daughter to Father) | Melhor Música para Deixar no Repeat                         | Indicado  |

## Saturn Awards
| Ano  | Recipiente              | Categoria                              | Resultado |
| ---- | ----------------------- | -------------------------------------- | --------- |
| 2004 | Sexta-Feira Muito Louca | Melhor Performance por Ator Mais Jovem | Indicado  |

## Screen Actors Guild Awards
| Ano  | Recipiente | Categoria                                         | Resultado |
| ---- | ---------- | ------------------------------------------------- | --------- |
| 2007 | Bobby      | Performance de Destaque por um Elenco em um Filme | Indicado  |

## Sohu Fashion Achievement Awards
| Ano  | Recipiente    | Categoria            | Resultado |
| ---- | ------------- | -------------------- | --------- |
| 2014 | Lindsay Lohan | Ídolo Fashion do Ano | Venceu    |

## Teen Choice Awards
| Ano  | Recipiente                                                                         | Categoria                                         | Resultado |
| ---- | ---------------------------------------------------------------------------------- | ------------------------------------------------- | --------- |
| 2004 | Meninas Malvadas                                                                   | Escolha de Atriz de Filme: Comédia                | Venceu    |
| 2004 | Meninas Malvadas                                                                   | Escolha de Mentirosa em Filme                     | Indicado  |
| 2004 | Meninas Malvadas                                                                   | Escolha de Cena Embaraçosa                        | Venceu    |
| 2004 | Meninas Malvadas                                                                   | Escolha de Melhor Química (com Jonathan Bennett)  | Indicado  |
| 2004 | Meninas Malvadas                                                                   | Escolha de Cena de Luta/Ação (com Rachel McAdams) | Indicado  |
| 2004 | Sexta-Feira Muito Louca, Confissões de uma Adolescente em Crise & Meninas Malvadas | Escolha de Atriz Revelação                        | Venceu    |
| 2004 | Sexta-Feira Muito Louca                                                            | Escolha de Ataque de Nervos                       | Venceu    |
| 2005 | Lindsay Lohan                                                                      | Escolha de Artista Feminina Revelação             | Indicado  |
| 2005 | Lindsay Lohan                                                                      | Escolha de Artista Crossover                      | Indicado  |
| 2005 | Lindsay Lohan                                                                      | Escolha de Hottie Feminina                        | Indicado  |
| 2005 | Herbie - Meu Fusca Turbinado                                                       | Escolha de Atriz de Filme: Comédia                | Indicado  |
| 2006 | Sorte no Amor                                                                      | Escolha de Atriz de Filme: Comédia                | Indicado  |
| 2006 | Sorte no Amor                                                                      | Escolha de Ataque de Nervos                       | Indicado  |
| 2007 | Bobby & Ela é a Poderosa                                                           | Escolha de Atriz de Filme: Drama                  | Indicado  |
| 2007 | Lindsay Lohan vai para a reabilitação, sai e volta novamente                       | Escolha de Momento Chocante                       | Indicado  |

## VH1 Big in Awards
| Ano  | Recipiente                   | Categoria      | Resultado |
| ---- | ---------------------------- | -------------- | --------- |
| 2005 | Lindsay Lohan vs. Paparazzis | Grande Rixa    | Indicado  |
| 2005 | Lindsay Lohan                | Grande It Girl | Venceu    |

## Webby Awards
| Ano  | Recipiente                          | Categoria   | Resultado |
| ---- | ----------------------------------- | ----------- | --------- |
| 2010 | Perfil da Lindsay Lohan no eHarmony | Vídeo Viral | Indicado  |

## Young Artist Awards
| Ano  | Recipiente              | Categoria                                          | Resultado |
| ---- | ----------------------- | -------------------------------------------------- | --------- |
| 1999 | Operação Cupido         | Melhor Performance em um Filme: Jovem Protagonista | Venceu    |
| 2004 | Sexta-Feira Muito Louca | Melhor Performance em um Filme: Jovem Protagonista | Indicado  |

## YoungStar Award
| Ano  | Recipiente      | Categoria                                 | Resultado |
| ---- | --------------- | ----------------------------------------- | --------- |
| 1998 | Operação Cupido | Melhor Jovem Atriz em um Filme de Comédia | Indicado  |

## Young Hollywood Awards
| Ano  | Recipiente    | Categoria                     | Resultado |
| ---- | ------------- | ----------------------------- | --------- |
| 2005 | Lindsay Lohan | Prêmio Superestrela do Amanhã | Venceu    |